# 奥尔梅迪略德罗阿
奥尔梅迪略德罗阿，是西班牙卡斯蒂利亚-莱昂布尔戈斯省的一个市镇。总面积26平方公里，总人口213人（2001年），人口密度8人/平方公里。